# Marco Padalino
Marco Padalino (Lugano, Suiza, 8 de diciembre de 1983) es un exfutbolista suizo. Jugaba de mediocampista y su último equipo fue el AC Lugano, el mismo en el que inició su carrera deportiva.

## Selección nacional
Ha sido internacional con la selección de fútbol de Suiza en 9 ocasiones anotando un gol.
Su debut internacional con la selección absoluta fue el 11 de febrero de 2009 en un amistoso contra Bulgaria.

### Participaciones en Copas del Mundo
| Mundial                        | Sede      | Resultado    | Partidos | Goles |
| ------------------------------ | --------- | ------------ | -------- | ----- |
| Copa Mundial de Fútbol de 2010 | Sudáfrica | Primera fase | 0        | 0     |

## Clubes
| Club            | País   | Año       |
| --------------- | ------ | --------- |
| Lugano          | Suiza  | 2002-2003 |
| Malcantone Agno | Suiza  | 2003      |
| Catania         | Italia | 2004-2005 |
| Piacenza        | Italia | 2005-2008 |
| Sampdoria       | Italia | 2008-2012 |
| Vicenza         | Italia | 2012-2014 |
| Lugano          | Suiza  | 2014-2018 |